# NetEase Cloud Music
NetEase Cloud Music (tiếng Trung: 网易云音乐; Hán-Việt: Võng Dịch Vân Âm Nhạc; bính âm: Wǎng Yì Yún Yīn Yuè) là một nền tảng phát nhạc trực tuyến theo mô hình freemium của Trung Quốc do NetEase phát triển và sở hữu. Dịch vụ này chính thức được ra mắt công chúng vào ngày 23 tháng 4 năm 2013. Đến tháng 4 năm 2017, đã gọi vốn thành công vòng Series A với số tiền 750 triệu nhân dân tệ (khoảng 107 triệu đô la Mỹ), đưa mức định giá của công ty lên tới 8 tỷ nhân dân tệ (tương đương 1,14 tỷ đô la Mỹ). Nền tảng này nổi bật với nhiều tính năng hấp dẫn như tạo và chia sẻ danh sách phát, phát trực tiếp, hát karaoke trực tuyến và tích hợp mạng xã hội và cho phép người dùng tương tác với nhau dễ dàng. Tính đến tháng 5 năm 2022, hơn 450.000 nhạc sĩ độc lập đã đăng ký hoạt động với NetEase Cloud Music, và con số này tăng lên hơn 611.000 nghệ sĩ vào tháng 12 cùng năm với kho nhạc nền bao gồm hơn 60 triệu bài hát. NetEase Cloud Music hiện là một trong những đối thủ lớn nhất trên thị trường phát nhạc trực tuyến tại Trung Quốc, cạnh tranh trực tiếp với QQ Music của Tencent.

## Dịch vụ kinh doanh
NetEase Cloud Music hoạt động theo mô hình kinh doanh freemium trong đó người dùng có thể sử dụng các dịch vụ cơ bản miễn phí, còn những tính năng nâng cao sẽ yêu cầu trả phí theo hình thức đăng ký gói hội viên. Doanh thu chính của NetEase Cloud Music đến từ hai nguồn: dịch vụ phát nhạc trực tuyến và các dịch vụ giải trí mang tính tương tác xã hội. Tương tự như QQ Music, các nghệ sĩ và hãng thu âm có thể lựa chọn giới hạn một số nội dung chỉ dành cho người dùng trả phí, hoặc phát hành album để bán trực tiếp trên nền tảng. Một số nghệ sĩ quốc tế như Taylor Swift và Ariana Grande đã áp dụng hình thức này. Người dùng mua album theo cách này có thể nghe các bài hát đã mua mà không cần đăng ký hội viên.

### Tài khoản và gói hội viên
Tính đến tháng 9 năm 2022, NetEase Cloud Music đã cung cấp ba loại gói hội viên khác nhau. Người dùng chỉ có thể mua các gói này thông qua thiết bị di động, trong đó các khoản thanh toán trên iPhone được xử lý thông qua App Store của Apple.
| Loại hội viên                     | Quyền lợi |
| --------------------------------- | --- |
| Hội viên miễn phí                 | Chỉ nghe được một phần của bài hát, chất lượng âm thanh tiêu chuẩn |
| Hội viên cao cấp (Hội viên Vinyl) | Được nghe toàn bộ bài hát, điều chỉnh chất lượng âm thanh, hiệu ứng âm thanh đặc biệt, giao diện tùy chỉnh, ít quảng cáo, album kỹ thuật số, sách nói, sử dụng trên nhiều thiết bị |

### Dịch vụ giải trí mang tính xã hội
NetEase Cloud Music cung cấp nhiều dịch vụ giải trí xã hội như phát trực tiếp (livestream), vật phẩm ảo và hát karaoke trực tuyến. Những tính năng này không chỉ nâng cao tính tương tác mà còn góp phần gia tăng đáng kể lợi nhuận cho nền tảng, bằng cách khuyến khích người dùng đăng ký các gói hội viên liên quan đến livestream hoặc tặng quà ảo cho các streamer (người dẫn chương trình). Trong nửa đầu năm 2022, doanh thu từ mảng dịch vụ giải trí xã hội và các nguồn thu khác của NetEase Cloud Music đã tăng 57%, đạt 2,48 tỷ nhân dân tệ.

### Hạn chế trong việc nghe nhạc
Hiện tại, NetEase Cloud Music chỉ hoạt động trong phạm vi Trung Quốc. Ứng dụng chính thức trên hệ điều hành Android hầu như không được biết đến ở nước ngoài vì hai lý do: Thứ nhất, ứng dụng hoàn toàn bằng tiếng Trung và phần lớn các bài hát chỉ có thể phát tại Trung Quốc; và thứ hai, ứng dụng này không có mặt trên Google Play. Dù vậy, NetEase Cloud Music vẫn có mặt trên App Store. Tuy nhiên, phiên bản tiếng Anh hiện vẫn chưa được phát hành.

## Sự quảng bá

### Đám mây u sầu NetEase (NetEase Depression Cloud)
NetEase Cloud Music, nền tảng phát nhạc trực tuyến hàng đầu Trung Quốc với hơn 800 triệu người dùng đã trở thành nơi xuất hiện của hiện tượng được gọi là “Đám mây u sầu NetEase”, thuật ngữ này dùng để chỉ những bình luận đầy tâm trạng, thường là những câu chuyện buồn được đăng dưới các bài hát nhằm tìm kiếm lượt thích từ cộng đồng.
Vào ngày 3 tháng 8 năm 2020, NetEase Cloud Music đã chính thức phát động chiến dịch “Thanh lọc bình luận”, với mục tiêu giảm thiểu những biểu hiện giả vờ trầm cảm và thay vào đó, cung cấp sự hỗ trợ tinh thần cho những người thực sự gặp khó khăn về sức khỏe tâm thần.
Hiện tượng này đã làm nảy sinh một meme mới có tên là “NetEmo (网抑云 - Đám mây u sầu)”, trào lưu lan rộng khi một số người dùng bắt đầu trêu chọc những ai chia sẻ nỗi buồn trên nền tảng, ví dụ như meme với dòng chữ: “Nửa đêm rồi, chế độ NetEmo được kích hoạt”, kèm theo hình đồng hồ và khuôn mặt đang khóc. Vào ngày 8 tháng 11 năm 2020, từ “NetEmo” đã được tạp chí Youth Digest bình chọn là một trong “10 từ khóa thịnh hành nhất Trung Quốc năm 2020”.

### Quảng cáo H5 của NetEase Cloud Music
NetEase tận dụng các hình thức quảng cáo H5, tức là các trang web tương tác được thiết kế như một trải nghiệm quảng cáo, dễ dàng chia sẻ trên các nền tảng mạng xã hội. Dựa trên việc phân tích hành vi người dùng trên nền tảng, NetEase đã tạo ra nhiều chiến dịch quảng cáo H5 gây “sốt” cộng đồng mạng, tiêu biểu như: "Báo cáo nghe nhạc hàng năm", "Kiểm tra tính cách triết học của bạn", "Trắc nghiệm tính cách theo Jung" và "Cẩm nang hướng dẫn sử dụng bản thân". Những mẫu quảng cáo này không chỉ có tính cá nhân hóa cao mà còn đánh trúng tâm lý giới trẻ, nhờ đó thu hút được lượng lớn người dùng từ nhiều nhóm đối tượng khác nhau.

## Tranh cãi

### Sự cố xóa bài hát của Châu Kiệt Luân
Châu Kiệt Luân là một trong những ngôi sao nhạc pop lớn nhất ở Trung Quốc. Từ năm 2015 đến năm 2017, NetEase đã trả tiền cho Tencent hàng năm để cấp phép lại cho 808 bài hát của Châu Kiệt Luân. Tuy nhiên, vào ngày 1 tháng 4 năm 2018, khi giấy phép này hết hạn, NetEase đã phát hành bộ sưu tập "Tuyển tập bài hát hot của Châu Kiệt Luân" với giá 400 nhân dân tệ. Sau đó, Tencent Music đã kiện NetEase Cloud Music vì vi phạm quyền của các nhà sản xuất âm thanh và video, yêu cầu bồi thường 4,99 triệu nhân dân tệ. Theo Thỏa thuận hợp tác cấp phép âm nhạc mà hai công ty đã ký, NetEase Cloud Music phải ngay lập tức gỡ bỏ các bài hát đã được cấp phép và xóa chúng khỏi các máy chủ. Tòa án đã chấp nhận một phần yêu cầu của Tencent Music, và kết luận rằng NetEase Cloud Music đã vi phạm bản quyền của các bài hát của Châu Kiệt Luân.

### NetEase Cloud Music bị nghi ngờ có nội dung thô tục
Vào tháng 6 năm 2018, Văn phòng "Chống khiêu dâm và bất hợp pháp" của Trung Quốc đã tiến hành phỏng vấn các lãnh đạo của NetEase Cloud Music và yêu cầu công ty này tích cực làm sạch nội dung ASMR liên quan đến khiêu dâm và thô tục, đồng thời tăng cường công tác giám sát và kiểm duyệt đối với các nội dung liên quan.

## Các phiên bản ổn định
Nguồn: 
| Nền tảng              | Phiên bản   |
| --------------------- | ----------- |
| Windows (PC/UWP)      | 2.5.3/1.2.3 |
| macOS                 | 2.1.2       |
| iPhone                | 5.7.4       |
| iPad                  | 1.6.2       |
| Điện thoại Windows    | 1.5.0       |
| Android               | 5.8.0       |
| Linux (Ubuntu/Deepin) | 1.1.0       |